# أعمال الشهور

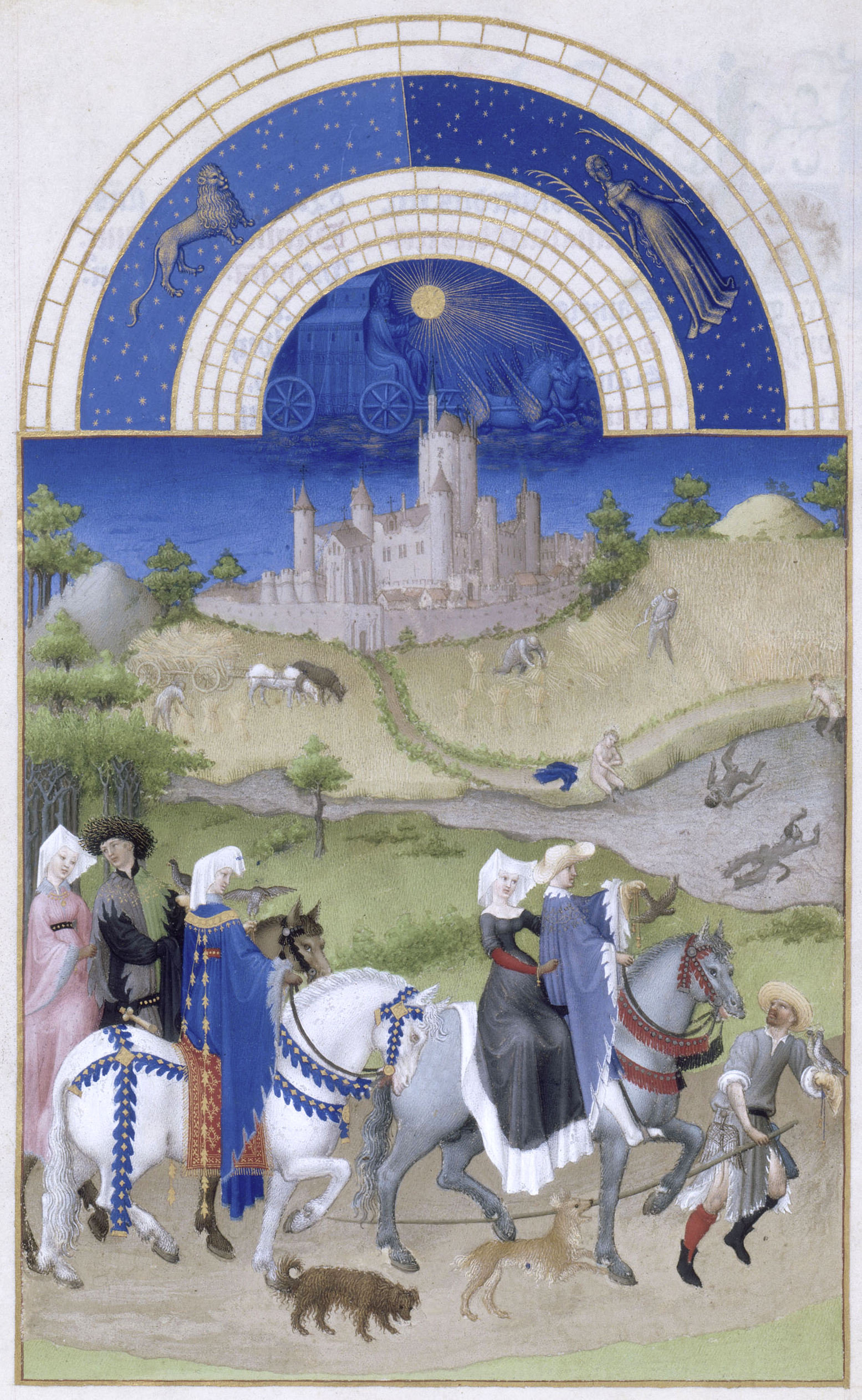
رسم توضيحي منكتاب دوق بيري Très riches heures du Duc de Berry) ، 1412-1416) ، بواسطة الأخوة ليمبرج بول وهيرمان، يمثل شهر أغسطس ويصور، في المقدمة، النبلاء وهم يركضون للصيد بالصقور أثناء وجودهم في منتصف الأرض، يتم الحصاد ويبرد العمال في النهر. بقرب واحدة من قلاع الدوق العديدة، قلعة إتامبس، تكمل المشهد. موضحة على ورق، 22,5 × 13,6 سم

تقويم أعمال الشهور. يشير مصطلح `` أعمال الأشهر
(بالإنجليزية: Labour of the Monthes)‏
'' إلى دورات في فن العصور الوسطى وأوائل عصر النهضة تصور في اثني عشر مشهدًا الأنشطة الريفية التي جرت عادةً في أشهر السنة. غالبًا ما ترتبط بعلامات الأبراج ، ويُنظر إليها على أنها استجابة البشرية لترتيب الله للكون.
كثيرًا ما يتم العثور على أعمال الشهور كجزء من مخططات نحتية كبيرة على الكنائس، وفي المخطوطات التوضيحية ، لا سيما في تقاويم كتب الصلوات المتأخرة في العصور الوسطى. تعتبر المخطوطات مهمة لتطوير رسم المناظر الطبيعية ، حيث تحتوي على معظم اللوحات الأولى التي ظهرت. أشهر دورة رسمها في أوائل القرن الخامس عشر (هيرمان) و(بول) و(يوهان دي ليمبورغ) في كتاب (Tres Riches Heures du Duc de Berry) . في القرن السادس عشر، في وقت متأخر من تاريخ الموضوع، أنتج سايمون بينينج دورات عمل رائعة بشكل خاص تربط بين أسلوبي الأخوة ليمبورغ مع لوحات المناظر الطبيعية لبيتر بروغل الأكبر .

## دورة العمل النموذجية
اختلفت محتويات الدورات باختلاف التاريخ والموقع والغرض من العمل. تم تصميم Très Riches Heures du Duc de Berry (مصور على اليمين) للاستخدام الشخصي لشخص ذو نفوذ كبير، وكان نفوذه كبيرًا بشكل غير عادي، مما يسمح باستخدام جميع العناصر النموذجية في عدة أشهر. فهو يجمع بين معلومات الفلكية والتقويم في الجزء العلوي، مع مزيج من الحياة الزراعية للفلاح، وحياة نخبة الحاشية، ورسوم إيضاحية لقلاع الدوق العديدة في خلفية عدة مناظر.
كان المخطط النموذجي البسيط يضم:
- يناير - العيد
- فبراير - الجلوس بجانب النار
- مارس - تقليم الأشجار أو الحفر
- أبريل - الزراعة أو الاستمتاع بالبلد أو قطف الزهور
- مايو - هوكينج، الحب اللطيف
- يونيو - حصاد التبن
- يوليو - حصاد القمح
- آب - درس القمح
- سبتمبر - حصاد العنب
- أكتوبر - الحرث أو البذر
- نوفمبر - جمع الجوز للخنازير
- ديسمبر - قتل الخنازير والخبز

- ولكن كان هناك العديد من الاختلافات، خاصة في مناطق زراعة العنب الرئيسية، حيث تم تضمين المزيد من المشاهد المتعلقة بالنبيذ. غالبًا ما تقدم الدورات الإيطالية المشاهد الزراعية قبل شهر من تلك الموجودة في البلدان المنخفضة أو إنجلترا. تم الكشف عن تأثير بداية العصر الجليدي الصغير في الاختلافات بين الأمثلة المبكرة والمتأخرة.

## دورات العمل المنحوتة

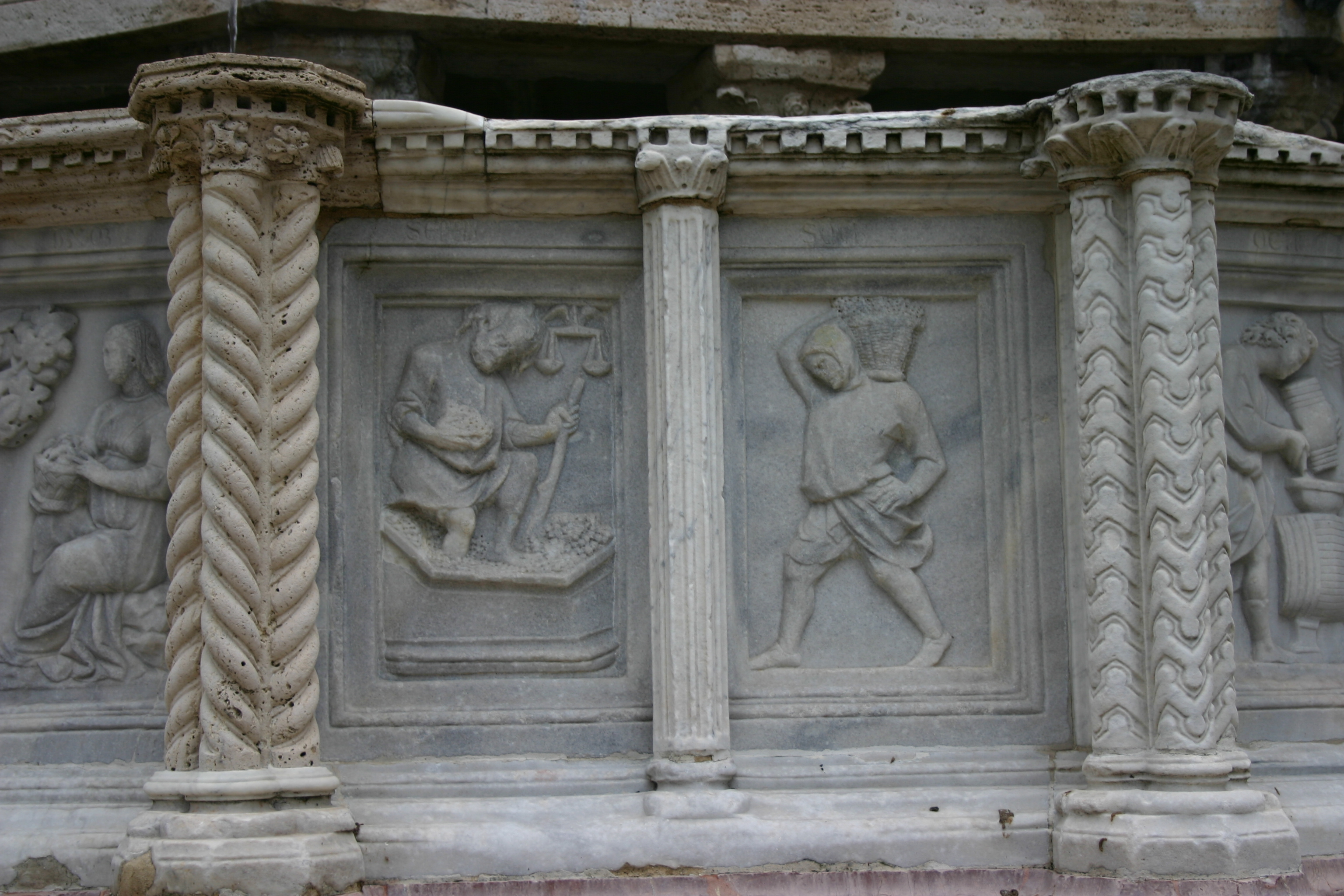
يُظهر شهر سبتمبر من فونتانا ماجوري في بيروجيا (حوالي 1275) ، نحته نيكولا وجوفاني بيسانو، يظهر عصر العنب.

تتكون معظم الدورات المنحوتة في أوروبا، خاصة عند نحتها في قوس البوابة، من رمز فلكي بجانب أو فوق أو مدمج في منحوتة أو نقش يوضح عملاً شهريًا.
بعض الأمثلة المنحوتة التي كا تزال محفوظة هي:
- كاتدرائية شارتر : قوس البوابة الغربية والشمالية. نافذة، انظر أدناه
- نوتردام ، باريس : عوارض الأبواب الشمالية للواجهة الغربية (بوابة العذراء) ، والزجاج الملون دائرة الأبراج والعمال والرذائل والفضائل تملأ نافذة الوردة الغربية
- دير فيزيلاي : قوس المدخل الرئيسي للبازيليكا الغربية
- كاتدرائية أوتون : قوس المدخل الغربي الرئيسي للكاتدرائية
- كاتدرائية فيرارا
- سان ماركو ، البندقية : البوابة الرئيسية
- سان زينو دي فيرونا : واجهة
- كاتدرائية لوكا : لوحات كبيرة من النحت البارز مع علامات زوديال صغيرة، على يمين ويسار باب الواجهة الرئيسي
- فونتانا ماجوري، بيروجيا : لوحات الإغاثة التي تظهر العمالة الشهرية هي من بين تلك التي تحيط بالحوض السفلي للنافورة العظيمة أمام دومو.
- كاتدرائية أوترانتو : تشكل علامات وأعمال الأبراج جزءًا من مشاهد الفسيفساء التي تغطي الأرضية بأكملها.
- كاتدرائية كانتربري : علامات زودياك والعمل الشهري من بين الموضوعات الموضحة في ميداليات أرضية رخامية كبيرة مطعمة على حافة كنيسة الثالوث بالقرب من مكان ضريح القديس توماس (بيكيت).
- كنيسة القديس أوغسطين، بروكلاند، كنت: خط أسطواني كبير من الرصاص مع نقوش على كل من علامات الأبراج والعمل الشهري - مثال نادر في المملكة المتحدة على كل من هذا الخط ومجموعة من علامات الأبراج والعمل الشهري.
- كاتدرائية كارلايل : تحتوي الجوانب الزجاجية للجوقات الإثني عشر على شخصية تمثل أحد أعمال الأشهر.

## على زجاج ملون

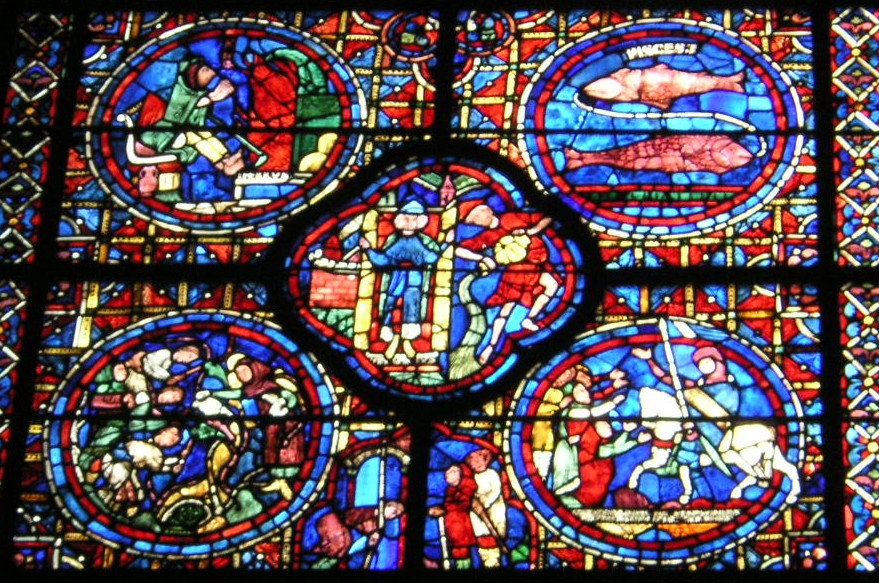
كاتدرائية شارتر ، أشهر ديسمبر ويناير وفبراير

غالبًا ما تكون أعمال الأشهر في نوافذ الورود تلك مخصصة للخلق ، الطبيعة الدائرية للنافذة تتناسب مع الموضوع الدوري. في هذه النوافذ، تشكل الأشهر جزءًا من مخطط أيقوني معقد. أما النوافذ الأخرى لديها أعمال الأشهر لموضوع محدد.
- بازيليك القديس دينيس : نافذة الخلق الوردية في الجناح الشمالي.
- كاتدرائية شارتر : نافذة «عمال الشهور» في الممر الجنوبي.

## روابط خارجية
- موقع Podtours مع معلومات والعديد من الصور
- أمثلة على المخطوطات المزخرفة من متحف الكتاب بلاهاي
- صور الأبراج وصور العمالة الشهرية في كنائس بريطانيا وفرنسا وإيطاليا
- عام القرون الوسطى: الأبراج وعمال الأشهر
- مجموعة شاملة من الصور على موقع «فليكر»
- نسخة رقمية من LJS 499 ، منوعات طبية وفلكية، ألمانيا القرن الخامس عشر، من فيلادلفيا، جامعة بنسلفانيا، مكتبة الكتب والمخطوطات النادرة : تحتوي على علامات زودياك وعمال الشهر.